# Акимов, Виктор Акимович
Ви́ктор Аки́мович Аки́мов (1902—1980) — советский актёр театра. Народный артист РСФСР (1958). Заслуженный артист Азербайджанской ССР. Член ВКП(б) с 1950 года.

## Биография
Родился Виктор Акимов 16 (29) января 1902 года.
Актёрскую деятельность начал в 1920 году в Центральном показательном красноармейском рабочем театре.
С 1921 года по 1924 год занимался в молодёжной студии при Харьковском театре, одновременно являлся актёром этого театра.
В дальнейшем играл в театрах Орехово-Зуева, Краснодара, Днепропетровска.
С 1933 года по 1944 год работал в Бакинском театре русской драмы. Был удостоен звания «Заслуженный артист Азербайджанской ССР».
С 1944 года Акимов — в труппе Сталинградского драматического театра имени Максима Горького.
В. А. Акимов умер в 1980 году в Волгограде.

## Роли в театре
- «Аристократы» Н. Ф. Погодина — Костя-капитан
- «Любовь Яровая» К. А. Тренева — матрос Швандя
- «Русские люди» К. М. Симонова — Иван Никитич Сафонов
- «Живой труп» Л. Н. Толстого — Фёдор Васильевич Протасов
- «Егор Булычов и другие» М. Горького — Егор Васильевич Булычов
- «Фельдмаршал Кутузов» В. А. Соловьёва — М. И. Кутузов
- «Совесть» Ю. П. Чепурина — Сергей Васильевич Климов

Образы, созданные Виктором Акимовичем, отличались чёткостью внешнего рисунка, органичностью и жизненным колоритом.

## Награды и звания
- Народный артист РСФСР (15 августа 1958)[1]
- Заслуженный артист РСФСР (20 апреля 1956)[1]
- Заслуженный артист Азербайджанской ССР
- Сталинская премия третьей степени (1951) — за исполнение роли директора завода Климова в спектакле «Совесть» Ю. П. Чепурина, поставленном на сцене Сталинградского драматического театра имени М. Горького.

## Память
4 декабря 1984 года в Волгограде на доме, где жил актёр (улица Советская, дом 4), была установлена мраморная мемориальная доска с текстом:
В этом доме с 1956 по 1980 гг. жил народный артист РСФСР, лауреат Государственной премии СССР Акимов Виктор Акимович